# Магомедов, Шамиль Магомедович (регбист)
Шамиль Магомедович Магомедов (род. 17 апреля 1987, Махачкала)  — российский регбист, хукер команды «Енисей-СТМ» и сборной России. Аварец по национальности. Мастер спорта России (2024).

## Карьера

### Клубная
Воспитанник дагестанского регби. В «Енисей-СТМ» клуб перешел в 2014 году из краснодарской «Кубани». Выступает на позиции хукера.

### В сборной
В марте 2016 года на чемпионате Европы Магомедов заменил Станислава Сельского. Первую попытку занес в матче против Румынии 7 марта 2020 года.

## Достижения
- Чемпион России: 2014, 2016, 2017, 2018, 2019[3]
- Обладатель Кубка России: 2016, 2017, 2020
- Обладатель Суперкубка России: 2015[4]